# Poyales del Hoyo
Poyales del Hoyo település Spanyolországban, Ávila tartományban. Poyales del Hoyo Arenas de San Pedro községgel határos. Lakosainak száma 487 fő (2024).

## Népesség
A település népessége az utóbbi években az alábbiak szerint változott:
| Lakosok száma | 671  | 631  | 598  | 607  | 598  | 530  | 556  | 453  | 428  | 487  |
|               | 2001 | 2004 | 2006 | 2009 | 2011 | 2014 | 2016 | 2019 | 2021 | 2024 |